# Sperrkrautgewächse
Die Pflanzenfamilie der Sperrkrautgewächse (Polemoniaceae), auch Himmelsleitergewächse genannt, gehört zur Ordnung der Heidekrautartigen (Ericales) innerhalb der Bedecktsamigen Pflanzen (Magnoliopsida). 

## Beschreibung

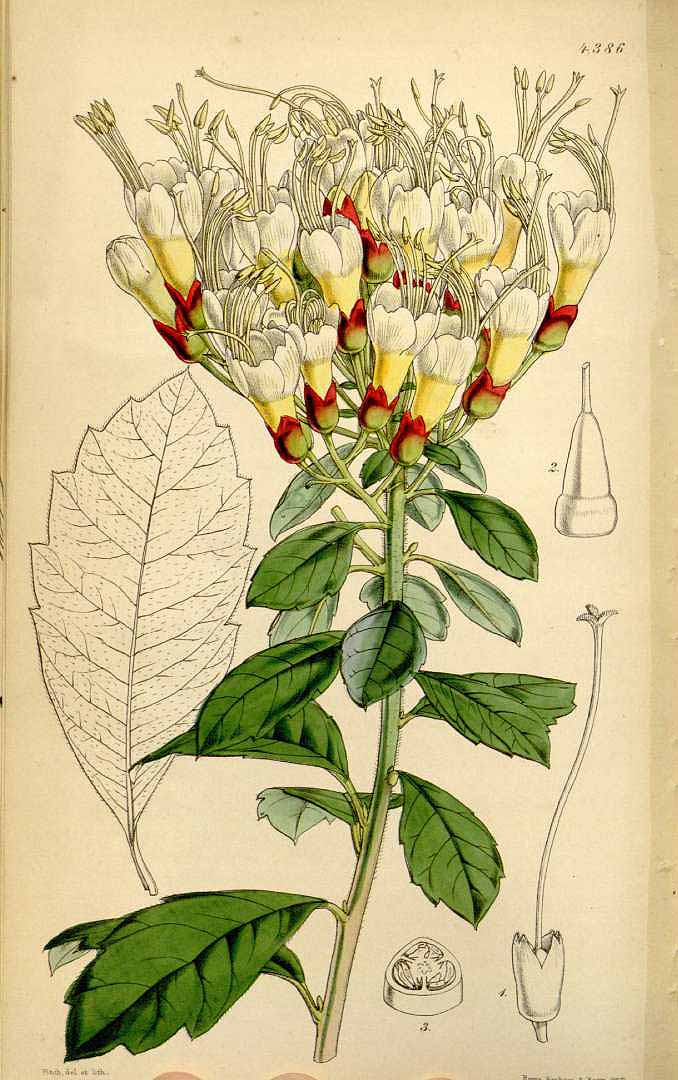
Unterfamilie Cobaeoideae: Illustration von Cantua pyrifolia

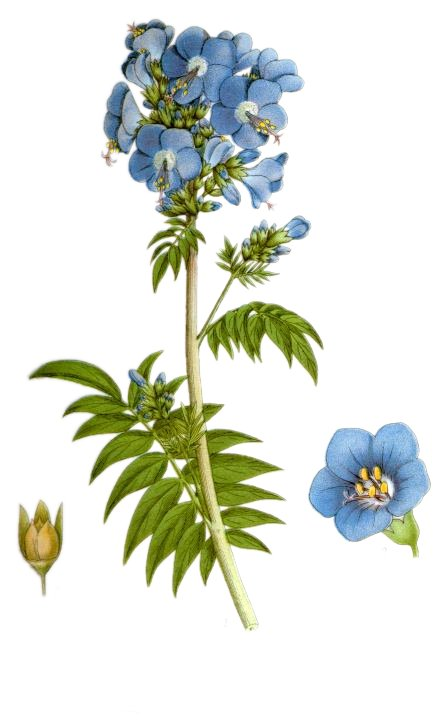
Unterfamilie Polemonioideae: Illustration der Blauen Himmelsleiter (Polemonium caeruleum)

### Vegetative Merkmale
Es sind meist einjährige oder ausdauernde krautige Pflanzen, manche Arten sind Kletterpflanzen, selten sind es verholzende Pflanzen: Halbsträucher, Sträucher oder Bäume (Cantua). Manche Arten enthalten farbigen Milchsaft. Oft riechen sie unangenehm.
Die Laubblätter sind wechselständig und spiralig, gegenständig oder quirlig (Gymnosteris) angeordnet. Die Laubblätter sind gestielt bis ungestielt. Die Blattspreite kann einfach oder zusammengesetzt sein; ist die Blattspreite zusammengesetzt, kann sie fieder- oder handförmig eingeschnitten sein. Die Blattränder sind glatt, gezähnt oder gesägt. Nebenblätter fehlen.

### Generative Merkmale
Die Blüten stehen selten einzeln, meist in unterschiedlich gestalteten Blütenständen, meist in Form von Zymen oder Ebensträußen und oft kopfig zusammengedrängt.
Die zwittrigen Blüten sind meist fünfzählig, selten vierzählig mit doppelter Blütenhülle (Perianth). Sie können radiärsymmetrisch bis leicht zygomorph sein. Die selten vier oder meist fünf Kelchblätter sind zylindrisch bis glockenförmig verwachsen. Die Kronblätter sind meist verwachsen. Es ist nur ein Kreis mit meist fünf freien, fertilen Staubblättern vorhanden. Meist drei (zwei bis fünf) Fruchtblätter sind zu einem oberständigen Fruchtknoten verwachsen. In jedem Fruchtknotenfach sind ein bis viele Samenanlagen vorhanden. Der Griffel endet meist in einer dreilappigen Narbe.
Es werden Kapselfrüchte gebildet. Die Samen sind kugelig, ei- oder spindelförmig und manchmal geflügelt.

### Inhaltsstoffe
Häufig kommen Triterpensaponine vor.

## Ökologie
Sie werden von Insekten (Entomophilie) wie Fliegen, Käfern, Bienen oder Schwärmern, Kolibris (Ornithophilie) und auch Fledermäusen (Chiropterophilie) bestäubt. Die Phlox-Arten und die auch in Europa heimischen Jakobsleitern werden ausschließlich von Insekten bestäubt.

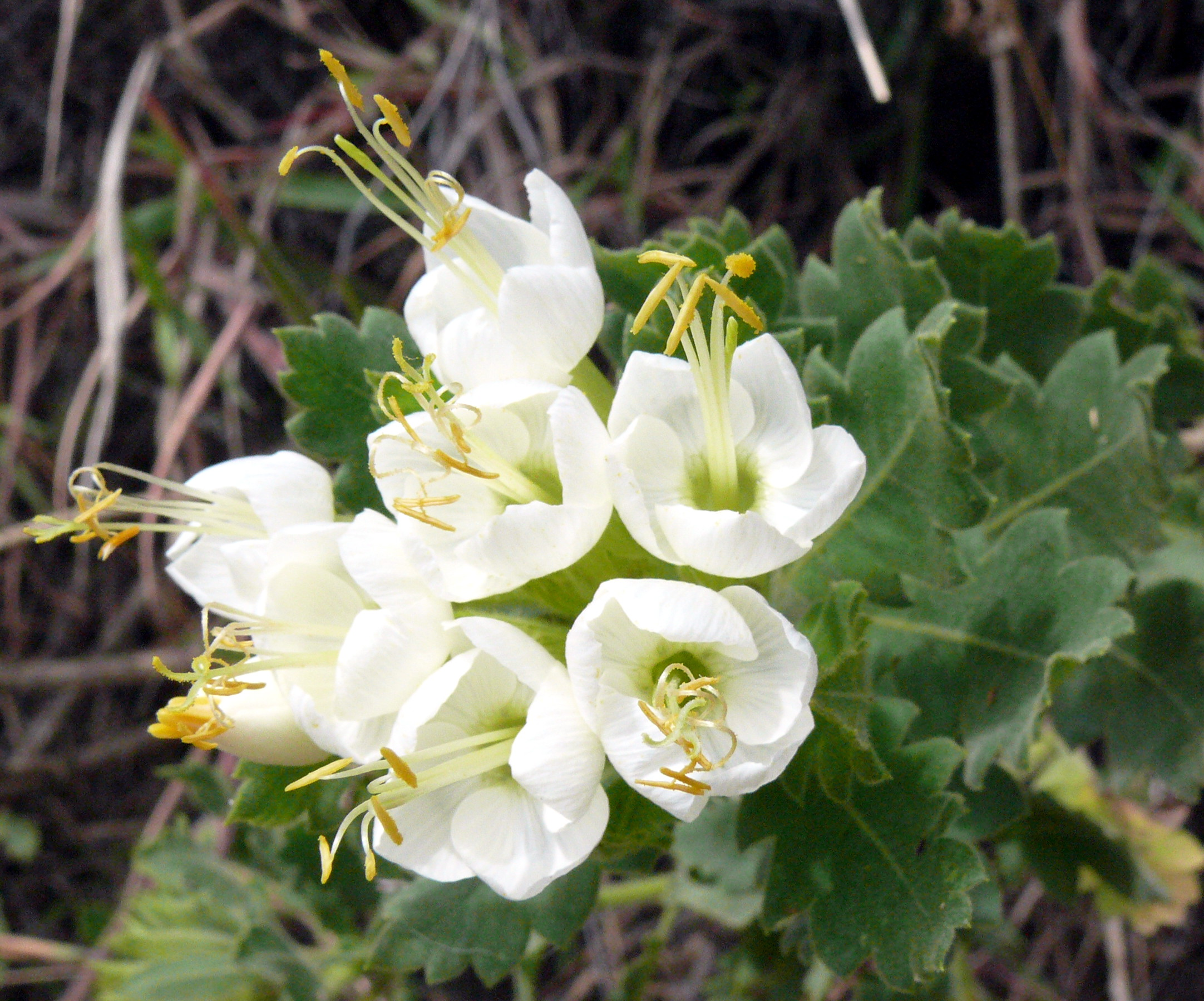
Unterfamilie Cobaeoideae: Blüten von Cantua quercifolia

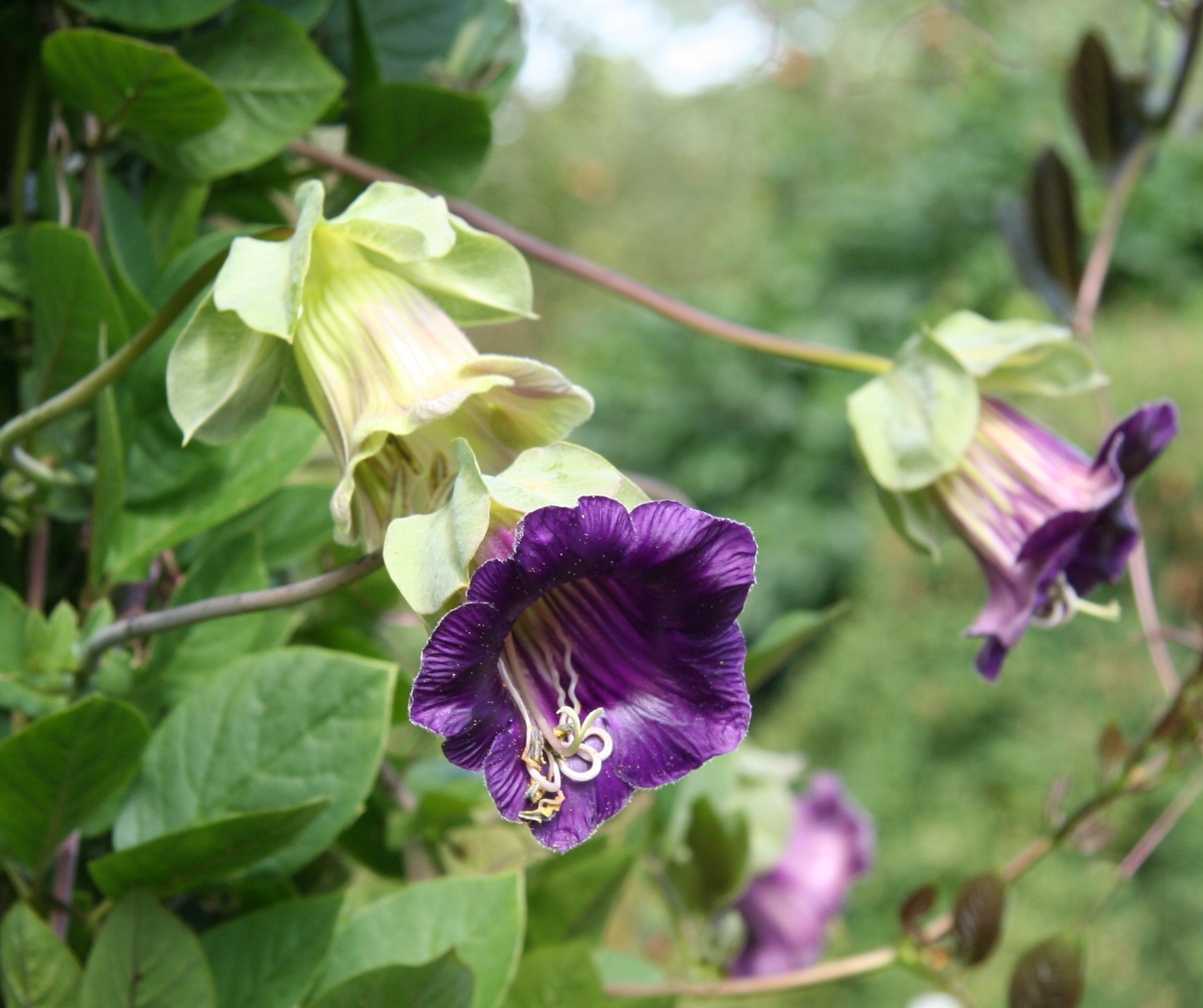
Unterfamilie Cobaeoideae: Die Kletterpflanze Glockenrebe oder Glockenwinde (Cobaea scandens)

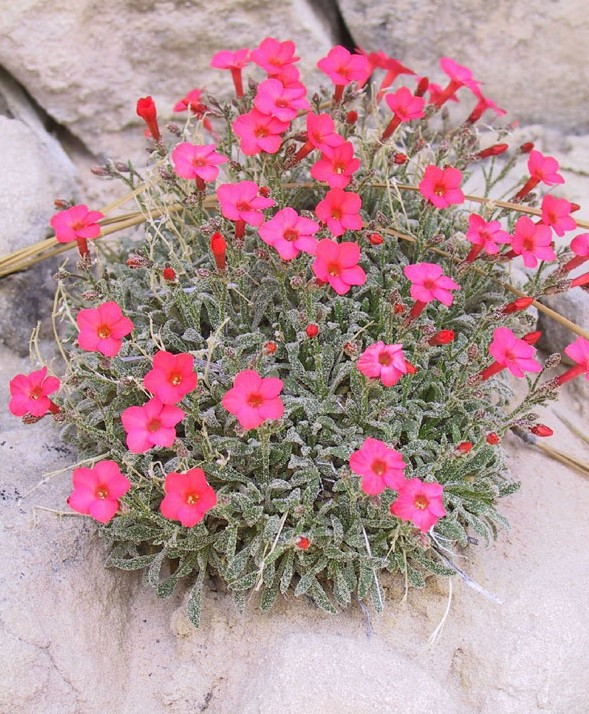
Unterfamilie Polemonioideae: Die polsterbildende Aliciella caespitosa

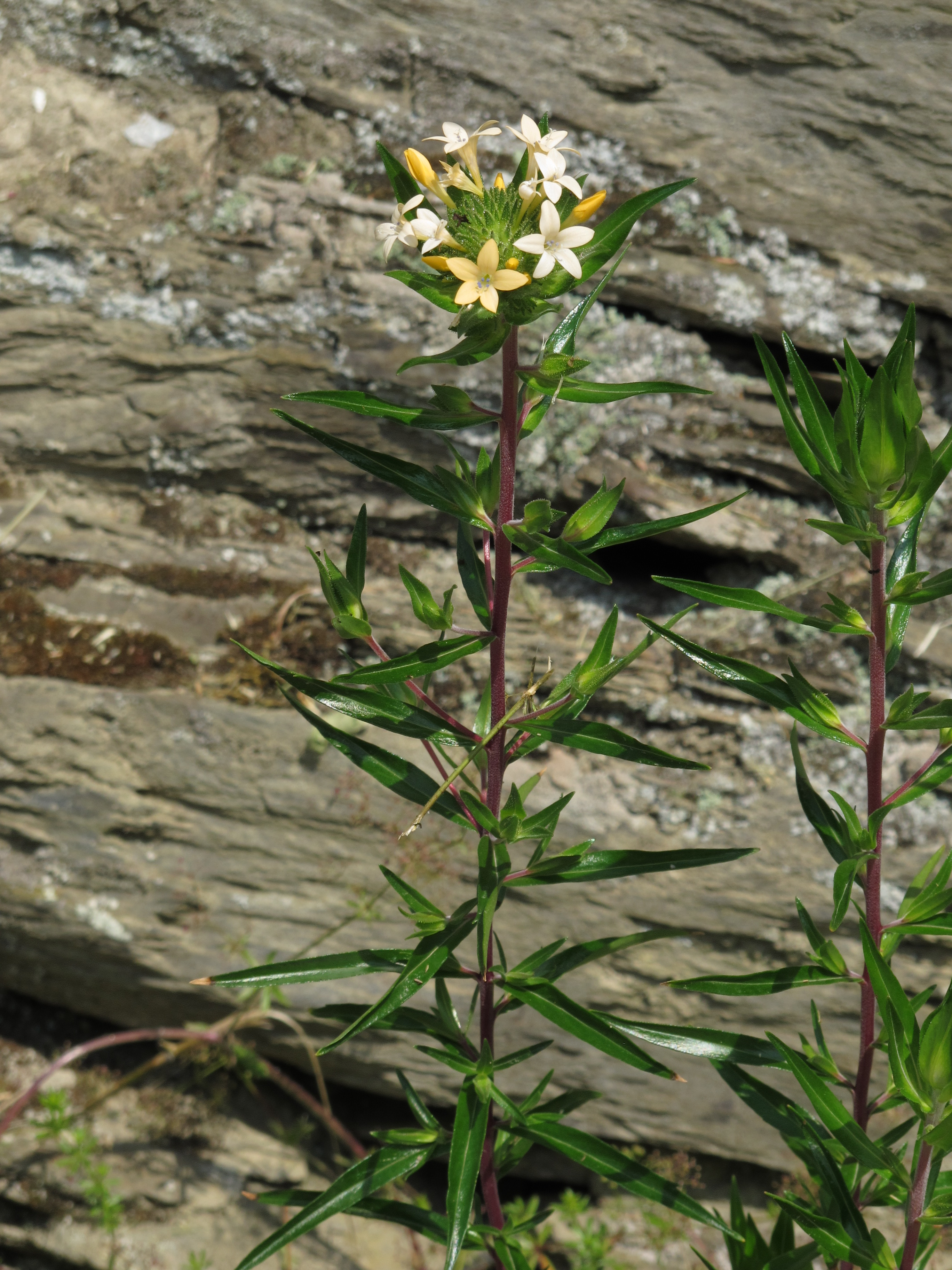
Unterfamilie Polemonioideae: Leimsaat (Collomia grandiflora)

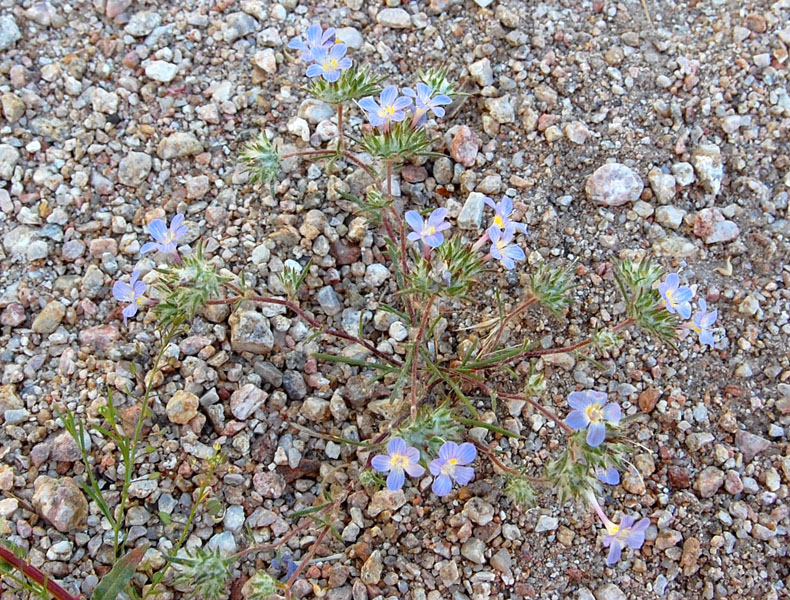
Unterfamilie Polemonioideae: Eriastrum eremicum

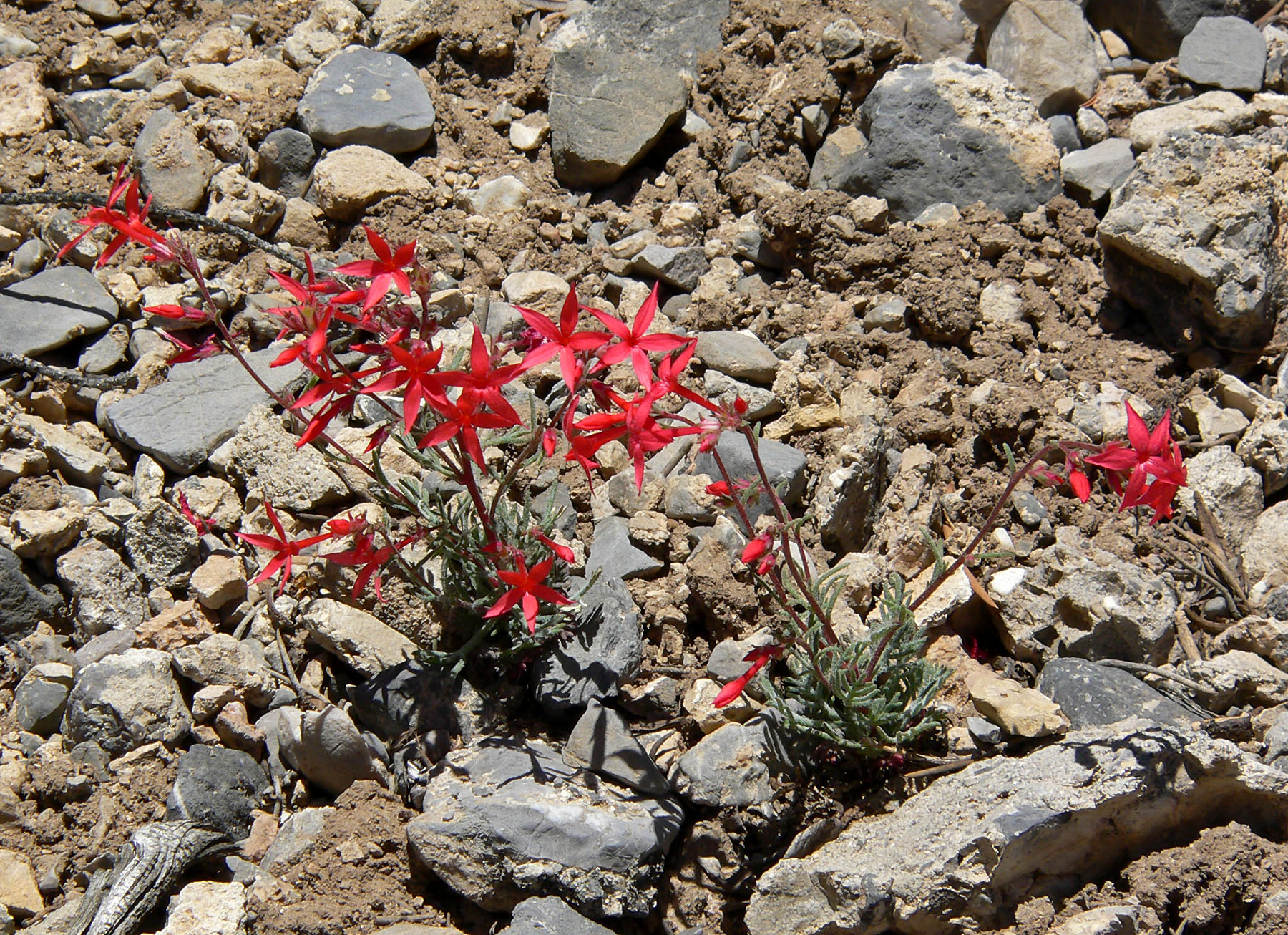
Unterfamilie Polemonioideae: Ipomopsis arizonica

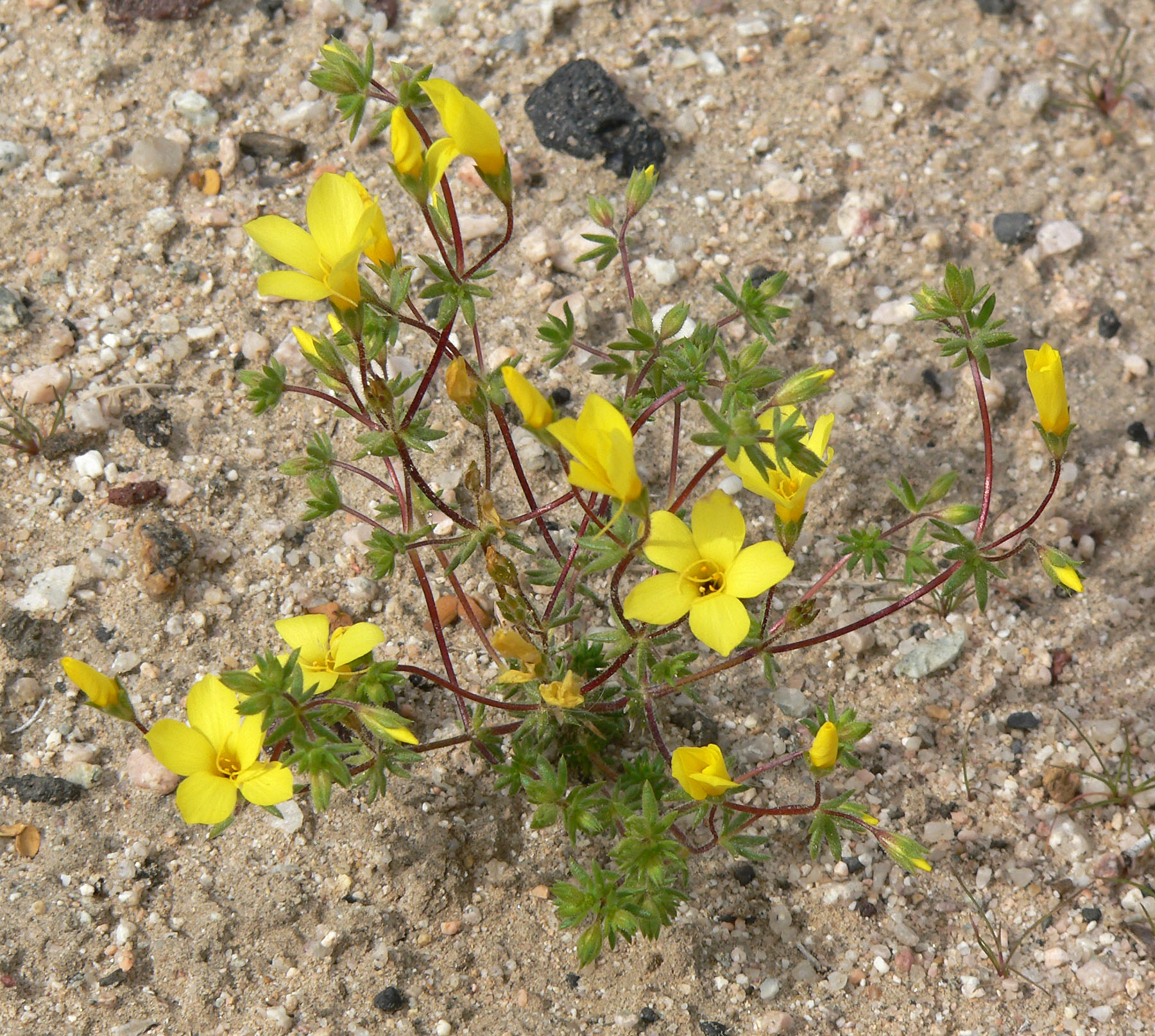
Unterfamilie Polemonioideae: Linanthus aureus subsp. aureus

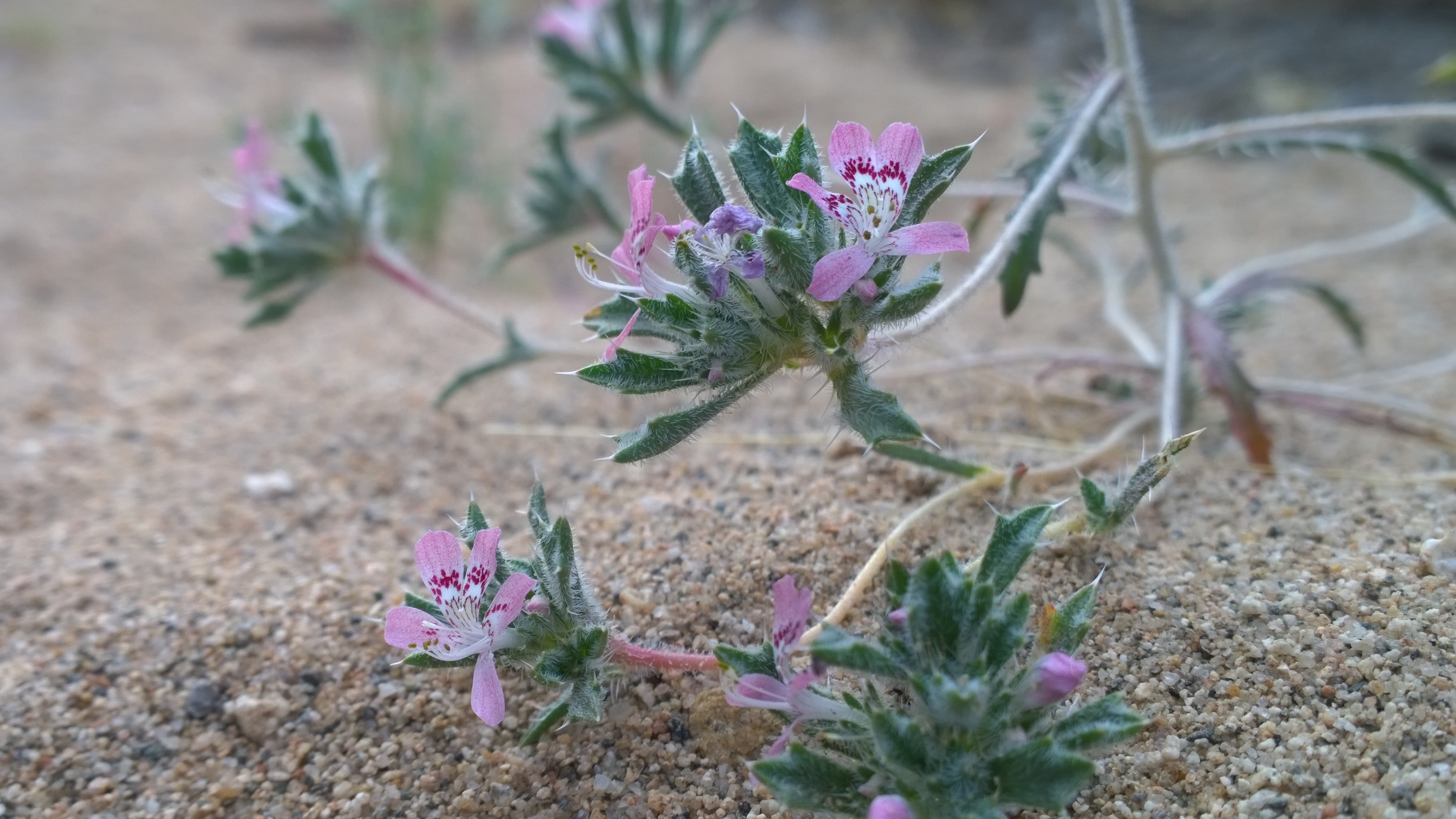
Unterfamilie Polemonioideae: Loeseliastrum matthewsii

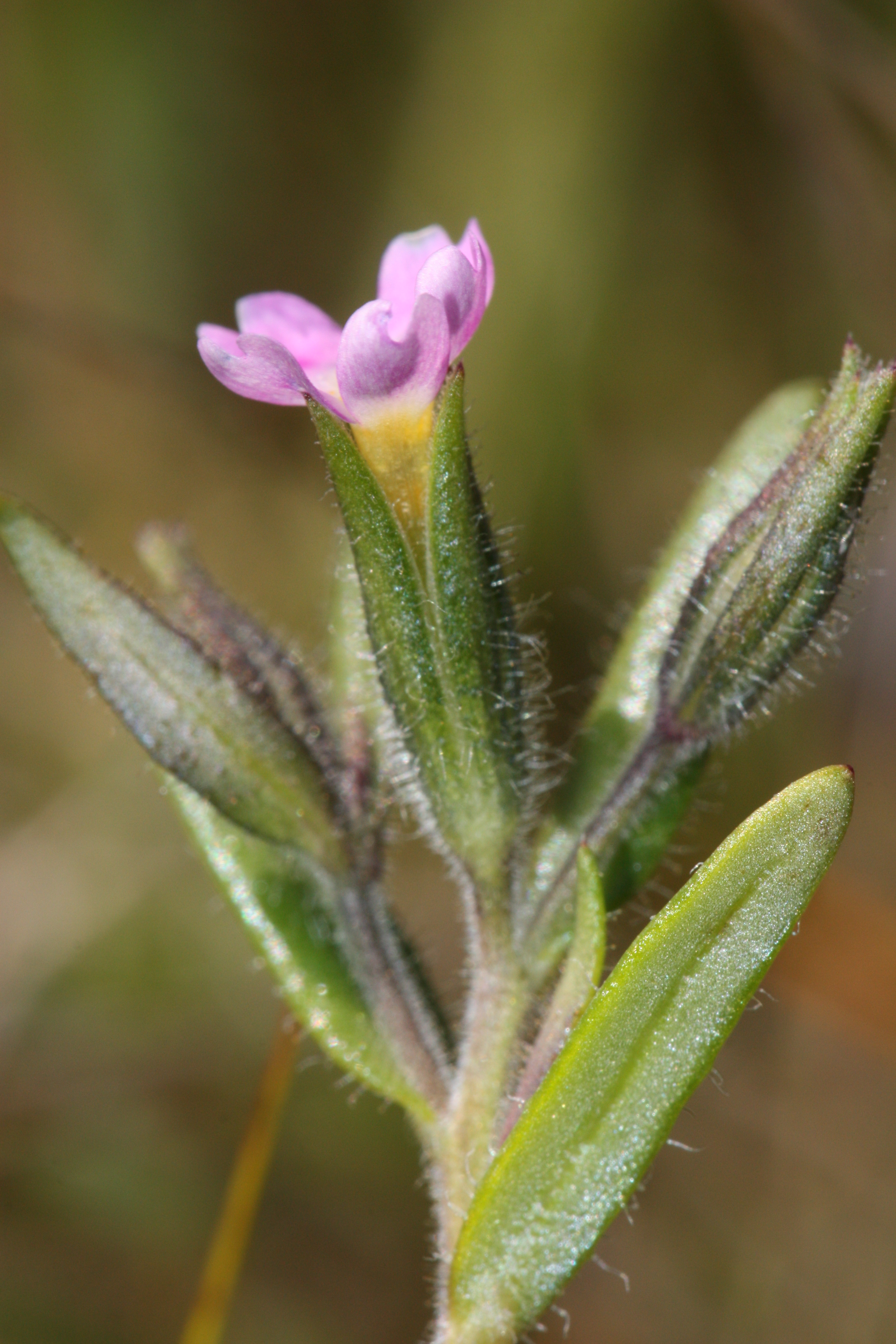
Unterfamilie Polemonioideae: Microsteris gracilis

## Systematik und Verbreitung
Die Familie Polemoniaceae wurde 1789 von Antoine Laurent de Jussieu, als „Polemonia“, in Genera Plantarum, 136 erstveröffentlicht. Typusgattung ist Polemonium L.
Nur noch ein Synonym für Polemoniaceae Juss. nom. cons. ist Cobaeaceae D.Don. Phylogenetische Untersuchungen zeigten, dass die Familie der Polemoniaceae nur monophyletisch ist, wenn die Taxa der früheren Cobaeaceae mit eingegliedert sind. Lange Zeit wurde diese Familie in eine eigene Ordnung Polemoniales oder in die Solanales gestellt. Sie ist nach phylogenetischen Untersuchungen in der Ordnung Ericales eingeordnet. Innerhalb der Ericales stehen sich die Familien Polemoniaceae und Fouquieriaceae am nächsten.
Vertreter der Sperrkrautgewächse sind hauptsächlich in Nordamerika verbreitet, wobei sehr viele Arten in den nordwestlichen USA vorkommen. Einige Arten kommen in Südamerika vor. Wenige Arten sind in Eurasien verbreitet.
Die Familie der Sperrkrautgewächse (Polemoniaceae) wird seit Prather et al. 2000 in zwei und seit Porter et al. 2000 in drei Unterfamilien und sieben Tribus mit etwa 18 bis 26 Gattungen gegliedert. Zur Familie zählen 350 bis 385 Arten:
- Unterfamilie Acanthogilioideae J.M.Porter & L.A.Johnson:[1]
  - Sie enthält nur eine monotypische Gattung:[1]
    - Acanthogilia A.G.Day & Moran: Sie enthält nur eine Art:[1]
      - Acanthogilia gloriosa (Brandegee) A.Day & R.C.Moran: Dieser Endemit kommt nur in Baja California vor.

- Unterfamilie Cobaeoideae Arnott: Die Chromosomengrundzahlen betragen meist n = 15, 26 oder 27. Sie enthält drei Tribus mit drei Gattungen und etwa 33 Arten in der Neotropis:[1]
  - Tribus Bonplandieae Baill.: Sie enthält nur eine monotypische Gattung:[1]
    - Bonplandia Cav.: Sie enthält nur eine Art, bei manchen Autoren sind zwei Arten verzeichnet, bei einer davon handelt es sich aber um ein Synonym:[1]
      - Bonplandia geminiflora Cav. (Syn.: Bonplandia geminiflora Cav., Caldasia heterophylla Willd., Phlox auriculata Sessé & Mociño, Bonplandia geminiflora var. erosa Brand, Bonplandia linearis B.L.Rob.): Sie ist in weiten Teilen Mexikos bis ins nördliche Zentralamerika verbreitet.[1]

  - Tribus Cantueae Peter: Sie enthält nur eine Gattung:[1]
    - Cantua Juss. ex Lam. (Syn.: Periphragmos Ruiz & Pav., Tunaria O.Kuntze, Huthia Brand):[1] Sie wird in zwei Untergattungen gegliedert und enthält etwa zehn Arten; Es sind Sträucher oder selten kleine Bäume in den Anden hauptsächlich in Peru und Bolivien,[1] darunter:
      - Cantua buxifolia J.Juss. ex Lam. (Trivialnamen Qantu, Kantuta)

  - Tribus Cobeeae  (D.Don) Meisn.: Sie enthält nur eine Gattung:[1]
    - Cobaea Cav. (Syn.: Rosenbergia Oersted): Sie wird in vier Sektionen gegliedert und enthält etwa 18 Arten,[1] die in der Neotropis verbreitet sind[3], darunter:
      - Glockenrebe (Cobaea scandens Cav.), auch Glockenwinde genannt.

- Unterfamilie Polemonioideae Arnott: Die Chromosomengrundzahlen betragen meist n = 7 oder 9, selten n = 6 oder 8. Sie wird in vier Tribus gegliedert und enthält (13 bis) etwa 22 Gattungen und 330 bis 350 Arten:[1]
  - Tribus Polemonieae: Sie enthält nur noch eine Gattung:
    - Jakobsleitern (Polemonium L. s. l.): Die 20 bis 50 Arten sind auf der Nordhalbkugel in Nordamerika und Eurasien verbreitet.

  - Tribus Gilieae: Sie enthält etwa sechs Gattungen:
    - Allophyllum (Nutt.) A.D.Grant & V.E.Grant: Die nur zwei einjährige Arten gedeihen in den Gebirgen der westlichen USA.
    - Collomia Nutt.: Die 13 bis 15 Arten sind in der Neuen Welt verbreitet, der Schwerpunkt der Artenvielfalt liegt in den westlichen USA.
    - Gilia Ruiz & Pav. (Syn.: Maculigilia V.E.Grant, Tintinabulum Rydb.): Die etwa 39 Arten sind in Nordamerika verbreitet.[3]
    - Lathrocasis L.A.Johnson: Sie enthält nur eine Art:
      - Lathrocasis tenerrima (A.Gray) L.A.Johnson: Sie kommt im westlichen Nordamerika vor.[3]

    - Navarretia Ruiz & Pav.: Die etwa 30 Arten sind im westlichen Nordamerika, in Chile und Argentinien verbreitet.[3]
    - Saltugilia (V.E.Grant) L.A.Johnson: Porter und Johnson stuften 2000 Gilia Ruiz & Pav. sect. Saltugilia V.E.Grant & A.D.Grant in den Rang einer Gattung hoch. Sie enthält 2007 vier Arten.[4]

  - Tribus Phlocideae: Sie enthält etwa fünf Gattungen:
    - Gymnosteris Greene: Die etwa zwei Arten sind in den westlichen USA verbreitet.[3]
    - Leptosiphon Benth.: Die etwa 33 Arten kommen in Nordamerika und in Chile vor.[3]
    - Linanthus Benth. (Syn.: Dactylophyllum (Benth.) Spach, Fenzlia Benth., Leptodactylon Hook. & Arn., Linanthastrum Ewan, Siphonella (A.Gray) A.Heller): Die  30 bis 55 Arten sind in Nordamerika verbreitet.[3][5]
    - Microsteris Greene: Die zwei oder mehr Arten sind in Nord- und Südamerika verbreitet.[3]
    - Flammenblumen oder Phlox (Phlox L.): Die 67 bis 70 Arten sind in Nordamerika und in Nordasien[3] bis ins europäische Russland[2] verbreitet.

  - Tribus Loeselieae: Sie enthält etwa zehn Gattungen:
    - Aliciella Brand: Die etwa 23 Arten sind im westlichen bis zentralen Nordamerika verbreitet.[6][3]
    - Bryantiella J.M.Porter: Sie wurde 2000 aufgestellt. Die beiden Arten gedeihen in den trockensten Wüsten, eine davon in San Felipe in Niederkalifornien und die andere in der Atacama.[7]
    - Dayia J.M.Porter: Sie wurde 2000 aufgestellt. Die nur zwei Arten sind Endemiten in Niederkalifornien.[7]
    - Eriastrum Wooton & Standl.: Etwa 14 Arten; bis auf eine ausdauernde Art, sind alle einjährig. Sie gedeihen bevorzugt in trockeneren Gebieten der südwestlichen USA.
    - Giliastrum (Brand) Rydb. (manchmal in Gilia Ruiz & Pav.): Die etwa neun Arten sind von  Nord- bis Zentralamerika verbreitet.[3]
    - Ipomopsis Michx.: Die etwa 29 Arten sind, außer einer südamerikanischen Art, alle in Nordamerika verbreitet.[8]
    - Langloisia Greene (Syn.: Loeseliastrum (Brand) Timbrook): Die etwa drei Arten gedeihen in den Trockengebieten des westlichen Nordamerikas.[3]
    - Loeselia L.: Die 3 bis 14 Arten sind von Kalifornien bis Venezuela verbreitet.[3]
    - Loeseliastrum (Brand) Timbrook: Die nur drei Arten kommen im südwestlichen Nordamerika vor.[7]
    - Microgilia J.M.Porter & L.A.Johnson: Sie wurde 2000 aufgestellt und enthält nur eine Art:
      - Microgilia minutiflora (Benth.) J.M.Porter & L.A.Johnson (Syn.: Gilia minutiflora Benth., Ipomopsis minutiflora (Benth.) V.Grant): Sie kommt im südwestlichen Nordamerika vor.

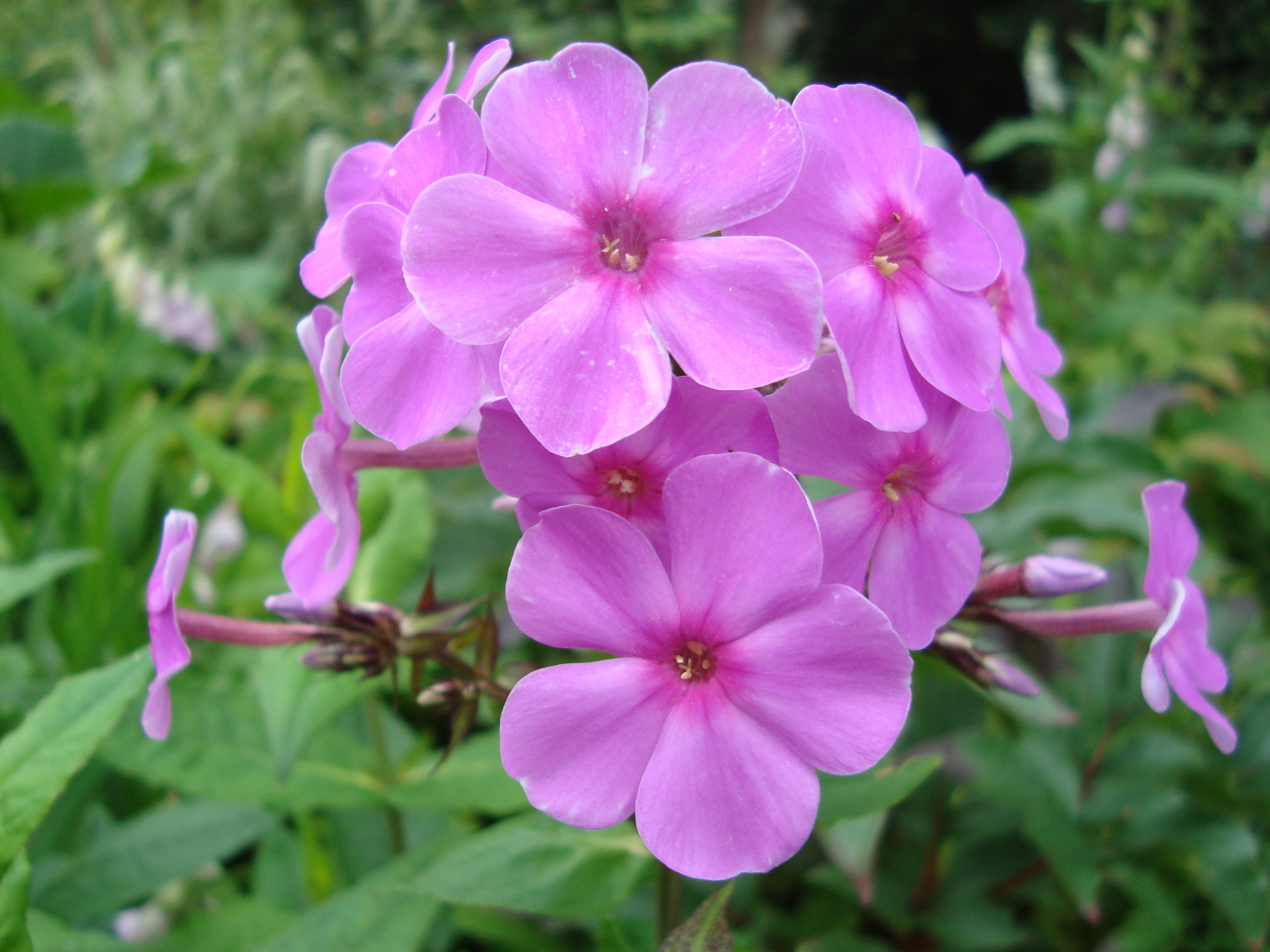
Unterfamilie Polemonioideae: Blütenstand der Hybride Phlox ×arendsii Sorte ‘Anja’

## Nutzung
Einige Arten und ihre Sorten werden als Zierpflanzen verwendet, beispielsweise Ipomopsis aggregata, Cobaea scandens, Phlox- und Polemonium-Sorten.
Von wenigen Arten wurde die medizinische Wirkung untersucht. Weitere Nutzungen durch den Menschen gibt es nur wenige.

## Weiterführende Literatur
- Leigh Johnson, Lauren M Chan, Terri L. Weese, Lisa D. Busby, Samuel McMurry: Nuclear and cpDNA sequences combined provide strong inference of higher phylogenetic relationships in the phlox family (Polemoniaceae). In: Molecular Phylogenetics and Evolution, Volume 48, Issue 3, 2008, S. 997–1012. doi:10.1016/j.ympev.2008.05.036